# Korsbenet
Korsbenet eller sacralbenet (latin: os sacrum) er en stor trekantet knogle i menneskeskelettet, som udgør en del af rygsøjlens (columna vertebralis) nedre afslutning og - med sin placering mellem de to hofteben (os coxae) – tillige bækkenets (pelvis) bagvæg.

Korsbenet er opbygget af fem sammenvoksede ryghvirvler (vertebrae) de såkaldte sacral-hvirvler (vertebrae sacrales, S1–5) som danner en tydelig søjle midt i knoglen. Tidligt i livet udgør knoglens laterale dele endnu fem par separate segmenter, som hos voksne individer vokser sammen. Hos enkelte individer er sammenvoksningen mellem sacralhvirvlerne mer fuldstændig kaudalt end kranielt (fremad/opad).

Korsbenet perforeres af fire par huller (foramina sacralia anterius/posterius) som er rettet lateralt og fremad, gennem hvilke de ventrale grene af spinalnerverne samt arterier passerer lateralt.

Knoglen er buet med den konkave side rettet ventralt och kaudalt (fremad/nedad). Ved at være rettet bagud giver korsbenet bedre plads i bækkenhulen (cavitas pelvis).

Korsbenet leder mod fire knogler: Femte lumbale diskus, højre henholdsvis venstre hofteben og halebenet (os coccygis).
Kranielt leder korsbenets overflade (basis ossis sacri) mod den femte og sidste lændehvirvel (vertebrae lumbales).